# Михайловський Сергій Володимирович
Сергій Володимирович Михайловський (нар. 1 жовтня 1978, с. Дар'ївка, Білозерський район, Херсонська область, УРСР, срср) — український актор, провідний майстер сцени. Заслужений артист України (2016)

## Життєпис
Після закінчення у 1998 році Херсонського училища культури був зарахований актором до Херсонського обласного академічного музично-драматичного театру імені Миколи Куліша.
Випускник Херсонського державного університету 2005 року.

## Ролі в театрі
- «Страшна помста» — Данило
- «Дядечків сон» — Лаврентій
- «Шалапутні коханці» — Ромен Турнель
- «Свіччине весілля» — друг Свічки
- «Продавець дощу» — Джиммі
- «Труффальдіно» — Сільвіо
- «Понтій Пілат» — Левій Матвій, Афраній
- «Дивна Місіс Севідж» — Ганнібал
- «Енеїда» — Евріал, Севілла
- «Ніч перед Різдвом» — Чорт
- «Рольові ігри» — Елвіс
- «Кайдаш & Sons» — Кайдаш
- «Ромео і Джульєтта» — Пастор
- «Каліка з острова Інішмаан» — Джонніпатінмайк
- «Херсонські манси» — Сергій Гусєв
- «Баба Пріся або на початку і наприкінці часів» — Батько
- «Редакція» — Василь Сіренький

## Нагороди та відзнаки
- 2014 — Акторська премія ім. Є. Матвєєва
- 2015 — Премія «Успіх» у номінації «Найкраща чоловіча роль» за виконання ролі у моновиставі «Get happy»
- 2015 — Премія «Майстерність» від творчої майстерні Сергія Павлюка у номінації «Найкращий артист»
- Премія «Успіх» у номінації «Найкраща характерна роль» за ролі Сивілли та Евріала у виставі «Енеїда»
- Дипломом з нагоди Міжнародного дня театру «Найкращий актор 2012 року» за інтернет-голосуванням
- "Найкраща чоловіча роль" за виконання ролі Джиммі у виставі «Продавець дощу» на Міжнародному театральному фестивалі «Мельпомена Таврії»
- 2016 — Заслужений артист України
- 2018 — Премія «Успіх» за роль у моновиставі «Юда»
- 2020 — Премія «Успіх» у номінації «Найкращий актор»
- Неодноразово отримував почесні грамоти та подяки від очільників Херсонської облдержадміністрації, облради, міськради та інші.